# Гвідо Гранді

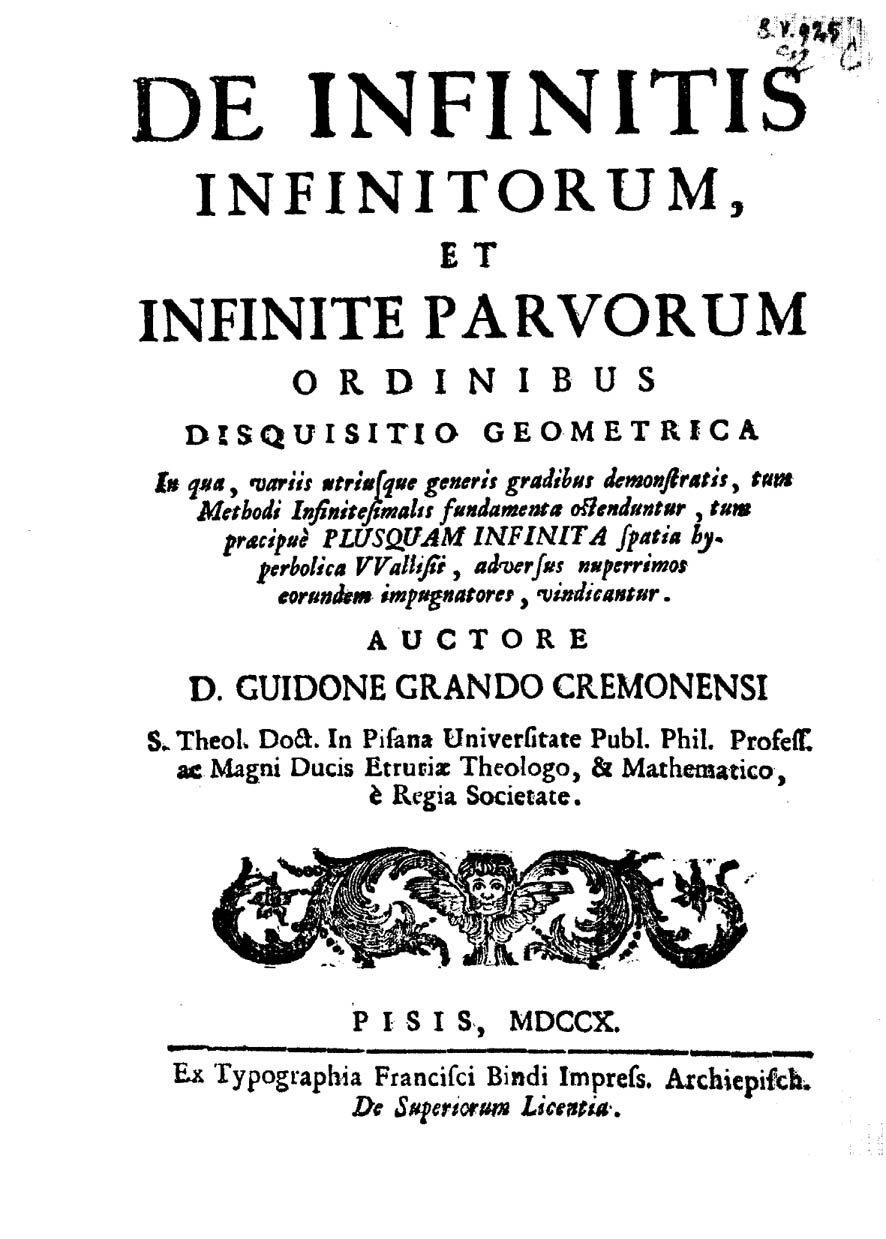
De infinitis infinitorum

Ґвідо Ґранді, OSBCam (1 жовтня 1671, Кремона — 4 липня 1742, Піза) — італійський монах, священник, філософ, математик, та інженер.

## Життя
Ґранді народився 1 жовтня 1671 року в Кремоні, Італія і хрещений як Луїджі. Коли настав час, він отримав освіту в Єзуїтському колегіумі. Після того як він закінчив навчання там 1687 року, він вступив до новіціяту Кальмадульських ченців у Феррарі і прийняв ім'я Ґвідо. У 1693 році він був відправлений у Сан Грегоріо Маньо на Целії, будинок Камедулів у Римі, щоб завершити свої дослідження з філософії та теології в рамках підготовки до священства. Рік потому Ґранді був призначений професором обох полів у притулок монастиря Святої Марії Ангелів у Флоренції. Схоже, що саме в цей період його життя, він виявляв інтерес до математики. Він робив своє дослідження у приватному порядку, проте, він був призначений професором філософії у монастирі Санкт-Грегорі 1700 року, згодом обіймав посаду в тій же області в Пізі.
До 1707 року Ґранді створив таку репутацію в галузі математики, що був названий придворним математиком Правителя Тоскани, Козімо III Медічі. На цій посаді він також працював як інженер, вже перебуваючи на посаді управляючого води для князівства. У 1709 році він відвідав Англію. Там він вразив своїх колег і був обраний членом Лондонського королівського товариства. Університет Пізи назвав його професором математики 1714 року. Помер у Пізі 4 липня 1742 року.

## Математичні дослідження
У 1701 році Ґранді опублікував дослідження конічної локсодроми, після чого дослідження 1703 року кривої, яку він назвав versiera, від латинського: vertere (щоб включити). Пізніше цю криву досліджувала одна з небагатьох жінок-вчених Марія Ґаетана Аньєзі. Через неправильний переклад роботи на англійську мову, що прийняв термін «відьма» (італійський: avversiera) терміном Ґранді, ця крива стало відома англійською мовою як локон відьми Аньєзі. Саме завдяки його дослідженням цієї кривої, Ґранді допоміг ввести ідеї Лейбніца на обчислення в Італію.
У математиці Ґранді є найбільш відомим завдяки його роботі «Flores geometrici» (1728), в якій досліджена криву троянди, криву, яка має форму пелюсток квітки, і завдяки ряду Гранді. Криву він назвав «rhodonea». Він також зробив внесок в «Записці про Трактат Галілея», який стосується руху в природі (лат. Note on the Treatise of Galileo Concerning Natural Motion) у першому виданні флорентійської роботи Галілео Галілея.